# Napster (Online-Musikdienst)
Napster ist ein Medienunternehmen. Der Name und das Firmenlogo stammen von der bekannten Peer-to-Peer Musiktauschbörse Napster, die im Juli 2001 nach rechtlichen Streitigkeiten geschlossen wurde.

## Geschichte
Napster wurde am 1. Juni 1999 von Shawn  Fanning und Sean Parker gegründet. Ursprünglich war Napster von Fanning als unabhängiger Peer-to-Peer-Dateiaustauschdienst geplant. Der Dienst wurde zwischen Juni 1999 und Juli 2001 betrieben und ermöglichte es den Nutzern, ihre MP3-Dateien auf einfache Weise mit anderen Teilnehmern auszutauschen. Obwohl der ursprüngliche Dienst per Gerichtsbeschluss eingestellt wurde, überlebte die Marke Napster, nachdem die Vermögenswerte des Unternehmens liquidiert und im Rahmen eines Konkursverfahrens von anderen Unternehmen aufgekauft wurden.
Ende Oktober 2000 schloss Napster einen Kooperationsvertrag mit der Bertelsmann eCommerce Group. Ziel der Kooperation war der Aufbau eines kostenpflichtigen Abonnementsystems noch im selben Jahr, das insbesondere die Titel der bei der Bertelsmann Music Group (BMG) unter Vertrag stehenden Künstler unter Gewährleistung der Tantiemenzahlungen digital vertreiben sollte. In diesem Zusammenhang zog BMG seine Klage gegen Napster zurück.
AOL Time Warner, Bertelsmann, die EMI Group und RealNetworks gründeten daraufhin eine neue Online-Plattform für den Musikverkauf im Internet. Die Plattform „MusicNet“ sollte Lizenzen an andere Unternehmen vergeben, die Musik unter eigenen Markennamen online an Abonnenten vertreiben. Im Juni schlossen Musicnet und Napster eine Kooperationsvereinbarung, wonach die Musiktauschbörse Songs der Plattenfirmen Warner Music (AOL Time Warner), BMG Entertainment und der EMI Group in ihrem geplanten gebührenpflichtigen Dienst anbieten sollte.
Ende Oktober 2001 schloss die Bertelsmann eCommerce Group (BeCG) mit der Musiktauschbörse eine Lizenzierungs- und Vertriebsvereinbarung, gemäß der die zur BeMusicDivision verschmolzenen Musikvertriebsgesellschaften des Konzerns ab Anfang 2002 die neue Version der Napster-Plattform für ihre Online-Aktivitäten einsetzen sollten. Dazu zählten die Geschäfte von BMG Direct, CDnow und MyPlay in den Bereichen eCommerce, Abonnementen-Services und Musikclubs. Zum Einsatz kommen sollten Funktionen wie Instant Messaging, so genannte Musik Hot Lists, Chat, Suchfunktionen, Playlists und der Zugang zu Musikbibliotheken. Auf Peer-to-Peer-Funktionen für den direkten Austausch der Kunden untereinander verzichtete BeMusic allerdings. Napster selbst sollte nach Abschluss der Verhandlungen mit den Musiklabels über Musiklizenzen für das geplante kommerzielle Abo-Angebot mit der neuen Vertriebstechnik reaktiviert werden.
Im Januar 2002 startete Napster den Testbetrieb seines neuen Dienstes: 20.000 Benutzer konnten auf einen Musikkatalog von 110.000 Titeln aus dem Angebot mehrerer kleinerer Labels zugreifen. Zudem unterstützt die neue Software neben MP3 nun das proprietäre NAP-Format. Der MP3-Tausch blieb so zwar möglich, allerdings filterte Napster urheberrechtlich geschützte Songs. Schwieriger als erwartet stellten sich die Verhandlungen mit den „Major Five“, den größten Plattenlabels, dar, die sich zunächst weigerten, Musik anders als auf einer Pro-Song-Basis zu lizenzieren.
Anfang Mai desselben Jahres sollte Napster zu 100 % an die Bertelsmann-Gruppe verkauft werden. Der Übernahmeversuch scheiterte zunächst jedoch am Napster-Aufsichtsrat, der das Kaufangebot mehrheitlich ablehnte. Daraufhin traten der von Bertelsmann eingesetzte Napster-Vorstandschef Konrad Hilbers, Gründer Shawn Fanning, und vier weitere Topmanager aus Protest gegen die Entscheidung des Aufsichtsrats zurück. Im Rahmen des Übernahmeplans verpflichtete sich Napster, Gläubigerschutz gemäß Kapitel 11 des US-Konkursrechts zu beantragen. Damit wurden auch die Klagen der Musikindustrie gegen Napster obsolet, da keine Mittel zur Tilgung von Forderungen mehr vorhanden waren. Anfang September scheiterten die Übernahmepläne: Ein Konkursrichter lehnte den Kauf der Musiktauschbörse durch den Medien-Konzern ab.
Ein Gericht im US-Bundesstaat Maryland räumte der Firma im Rahmen des Bankrottgesetzes mehr Zeit für eine Reorganisation ein. Ende November genehmigte ein US-Konkursgericht schließlich den Verkauf der Internet-Musiktauschbörse an die amerikanische Softwarefirma Roxio Inc., die auf Software zum Brennen von CDs spezialisiert ist. Roxio erhielt als Teil der Transaktion auch die Technologie-Patente, übernahm aber keinerlei Napster-Verbindlichkeiten und anhängende Rechtsstreitigkeiten.
Im November 2002 kaufte der Software-Hersteller Roxio den Markennamen und die Patente der bankrotten Musiktauschbörse Napster auf. Im Mai 2003 erwarb das Unternehmen dann den Online-Musikdienst Pressplay, um auf dieser Basis einen neuen legalen Online-Musikdienst zu starten. Dieser sollte den Zugang zu Musik sowohl über Abonnements als auch durch den Kauf einzelner Titel oder Musikalbum ermöglichen.
Am 9. Oktober 2003 begann der Testbetrieb mit der Veröffentlichung einer Beta-Version und am 29. Oktober ging der Dienst unter dem Namen „Napster 2.0“ in den Regelbetrieb über, zunächst jedoch nur in den USA. Am 20. Mai 2004 folgte Großbritannien und wenige Tage später, am 26. Mai, Kanada. Am 9. August 2004 gab Roxio den Verkauf seiner Abteilung für Software für Endverbraucher bekannt, die bis zur Übernahme von Pressplay das Kerngeschäft darstellte. Der Verkauf an Sonic Solutions für 80 Millionen US-Dollar wurde am 17. Dezember 2004 abgeschlossen. Roxio benannte sich daraufhin in Napster, Inc. um und konzentrierte sich von nun an ausschließlich auf das Online-Musikgeschäft. 
Am 9. Dezember 2005 machte Napster seinen Dienst auch für Kunden in Deutschland zugänglich. 
Im Herbst 2008 übernahm der US-amerikanische Elektronik-Einzelhändler Best Buy den Musik-Service. 
Napster verwendet heute kein Peer-to-Peer-System und hat außer dem Namen und dem Logo praktisch keine Gemeinsamkeiten mit der ehemaligen Musiktauschbörse Napster. 
Im Oktober 2011 wurde Napster vom Konkurrenten Rhapsody aufgekauft. Im Januar 2013 wurde die Akquisition des Europageschäfts abgeschlossen. Der Service wurde in Großbritannien und Deutschland unter dem Markennamen Napster fortgeführt
, im Laufe des Jahres 2017 wurde Rhapsody zu Napster.

Am 30. Mai 2023 erlosch die Napster Group Plc. in London.

Im März 2025 wurde Napster von Infinite Reality für 207 Mio. $ übernommen, diese verkündete am 15. Mai zur Napster Corporation zu werden.

## Technische Umsetzung
Bereitstellung
Die Nutzung des Dienstes kann entweder webbasiert oder über eine spezielle Napster-Software erfolgen. Für die mobile Nutzung stehen Apps für Apple iOS-, Android- und Windows phone- basierte Endgeräte zur Verfügung. 
Dateiformat/Klangqualität
Titel wurden in der Regel mit 192 kbps AAC offline gespeichert. Das Audio-Streaming über die Software und den Web-Service erfolgte im Allgemeinen mit 128 kbps MP3, über die Apps mit regulär 192 kbps AAC.

## Napster Deutschland
Napster verfügt über Lizenzverträge mit allen großen Musikfirmen sowie hunderten unabhängiger Plattenfirmen. Nach eigenen Angaben umfasst das Angebot in Deutschland mehr als 18 Millionen Musik-Titel und tausende Hörbücher. Nutzer der Napster Music-Flatrate + Mobile können den Service auch über mobile Apple iOS-, Windows Phone- und Android-Geräte sowie Multi-Room-Geräte verschiedener Hersteller nutzen.

### Kooperation mit Telefónica Deutschland
Napster kooperiert, ähnlich wie die Deutsche Telekom mit Spotify, mit der Telefónica Deutschland Holding. Bei den Marken Base, simfinity, simyo, Ay Yildiz und MTV mobile wurde die Musik-Flatrate vorerst unter dem Namen MTV Music powered by Napster angeboten. Zum 3. August 2015 wurde der Service in Napster umbenannt. Bei diesen Marken ist die Flatrate größtenteils in den Tarifen inklusive oder buchbar als Zusatzoptionen. Bei O2 lässt sich die Napster Music-Flat als Zusatzoption buchen und ist im ersten Monat kostenlos, danach fällt eine vergünstigte Gebühr von 7,99 Euro im Monat an. Ähnlich wird in Kooperation mit Aldi Talk Napster in verschiedenen Datenpaketen als ALDI life Musik powered by Napster angeboten.

## Napster USA / Großbritannien / Kanada
Die Angebote unterscheiden sich international nicht wesentlich. Aufgrund der für jedes Land getrennten Verträge mit den Rechtehaltern an der Musik schwankt die Auswahl jedoch. Aus lizenzrechtlichen Gründen ist die Nutzung des Dienstes jeweils nur in dem Land möglich, in dem er angeboten wird.

## Napster-Fanpreis
2011 wurde der Napster-Fanpreis, ein Internet-Publikumspreis, ins Leben gerufen. Unterstützt wird Napster dabei vom Online-Boulevardmagazin Promiflash, dem Jugendmagazin voyeur – das junge magazin und von der Firma DSA youngstar (Deutsche Schulmarketing-Agentur). Vergeben wird der Preis an Bands und Einzelkünstler aus dem deutschsprachigen Raum, die im Verlauf eines Jahres eine Single oder ein Album in den Top 100 der deutschen Charts platzieren konnten. Die ersten Gewinner des erstmals am 8. September 2011 auf der Berliner Popkomm vergebenen Preises waren Haudegen (Band) und Sarah Engels (Einzelkünstler). Als Sieger im Jahr 2012 gingen Daniele Negroni (Einzelkünstler), zweitplatzierter bei Deutschland sucht den Superstar, und die Gruppe Culcha Candela (Band) hervor. Sieger des Jahres 2013 waren Luca Hänni und Santiano. 2014 gewannen Andreas Bourani sowie The Baseballs den Preis und 2015 Lena Meyer-Landrut und Gestört aber geil. Der Napster-Fanpreis 2016 ging an Jamie-Lee Kriewitz und Jennifer Rostock.